# Marcin Świetlicki
Marcin Świetlicki (* 24. prosince 1961, Piaski, blízko města Lublin) je polský básník, prozaik a hudebník. Žije a pracuje v Krakově.

## Život
Świetlicki studoval polskou literaturu na Jagellonské univerzitě v Krakově, ve kterém bydlel od roku 1980. Od roku 2004 pracuje jako editor v týdeníku Tygodnik Powszechny. Kromě publikování a veřejných čtení se zabývá i herectvím a je i hlavou hudební skupiny Świetliki (Světlušky). Swietlicki vyhrál mnoho cen a ocenění za svou poezii, z nichž nejvýznamnější byla Koscielskiho cena udělená v roce 1996.

## Ukázky tvorby
- Czynny do odwołania
- Dwanaście
- Opary